# D120 (Haute-Garonne)
De D120 is een departementale weg in het Zuid-Franse departement Haute-Garonne. De weg loopt van Toulouse via Portet-sur-Garonne naar Roques.

## Geschiedenis
Oorspronkelijk was de D120 onderdeel van de N20. In 2006 werd de weg overgedragen aan het departement Haute-Garonne, omdat de weg geen belang meer had voor het doorgaande verkeer vanwege de parallelle autosnelweg A64. De weg is toen omgenummerd tot D120.